# Rudolf Schmidt (Ministerialbeamter, 1852)

Rudolf Schmidt

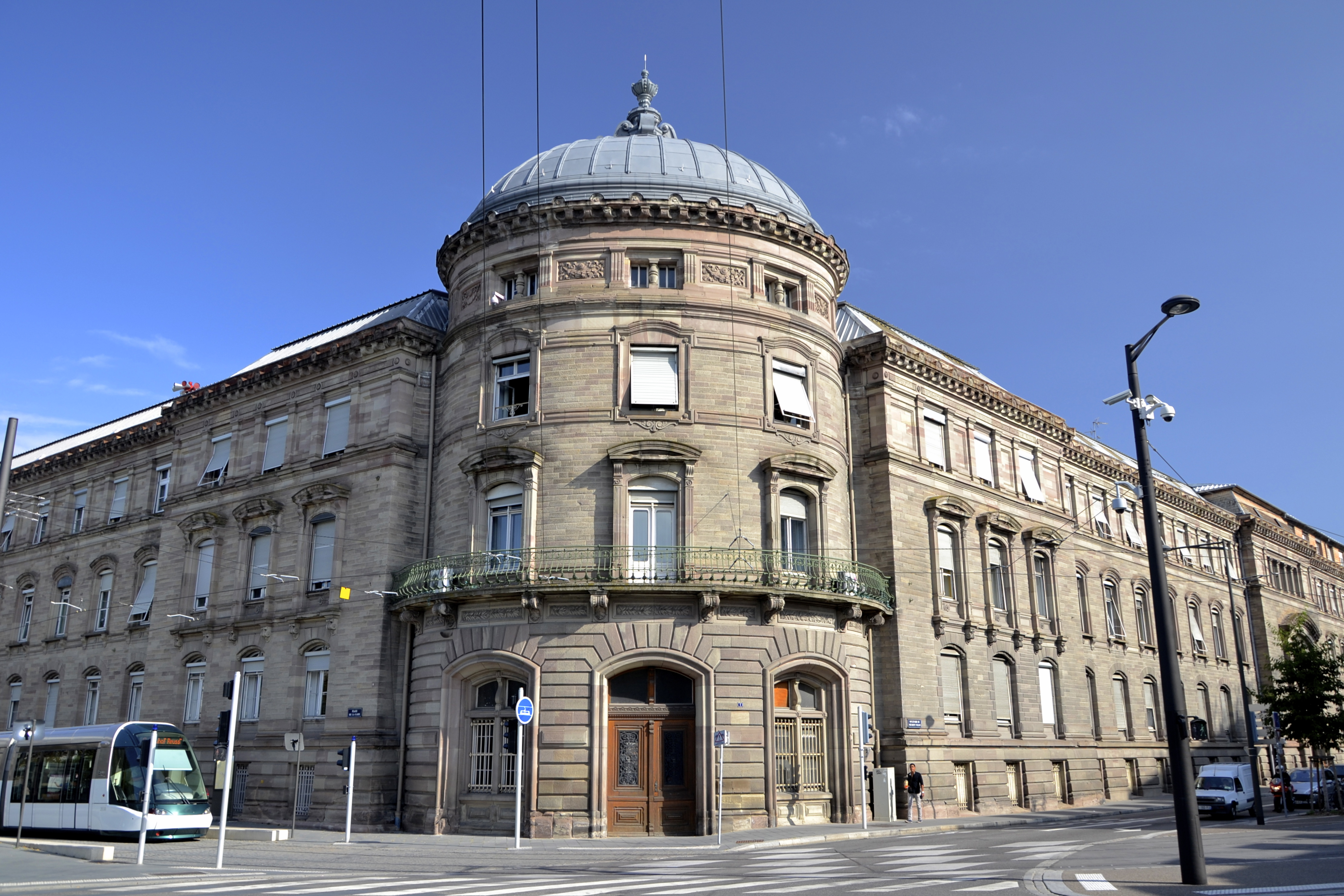
Dienstsitz in Straßburg: das Verwaltungsgebäude der Reichseisenbahnen in Elsaß-Lothringen

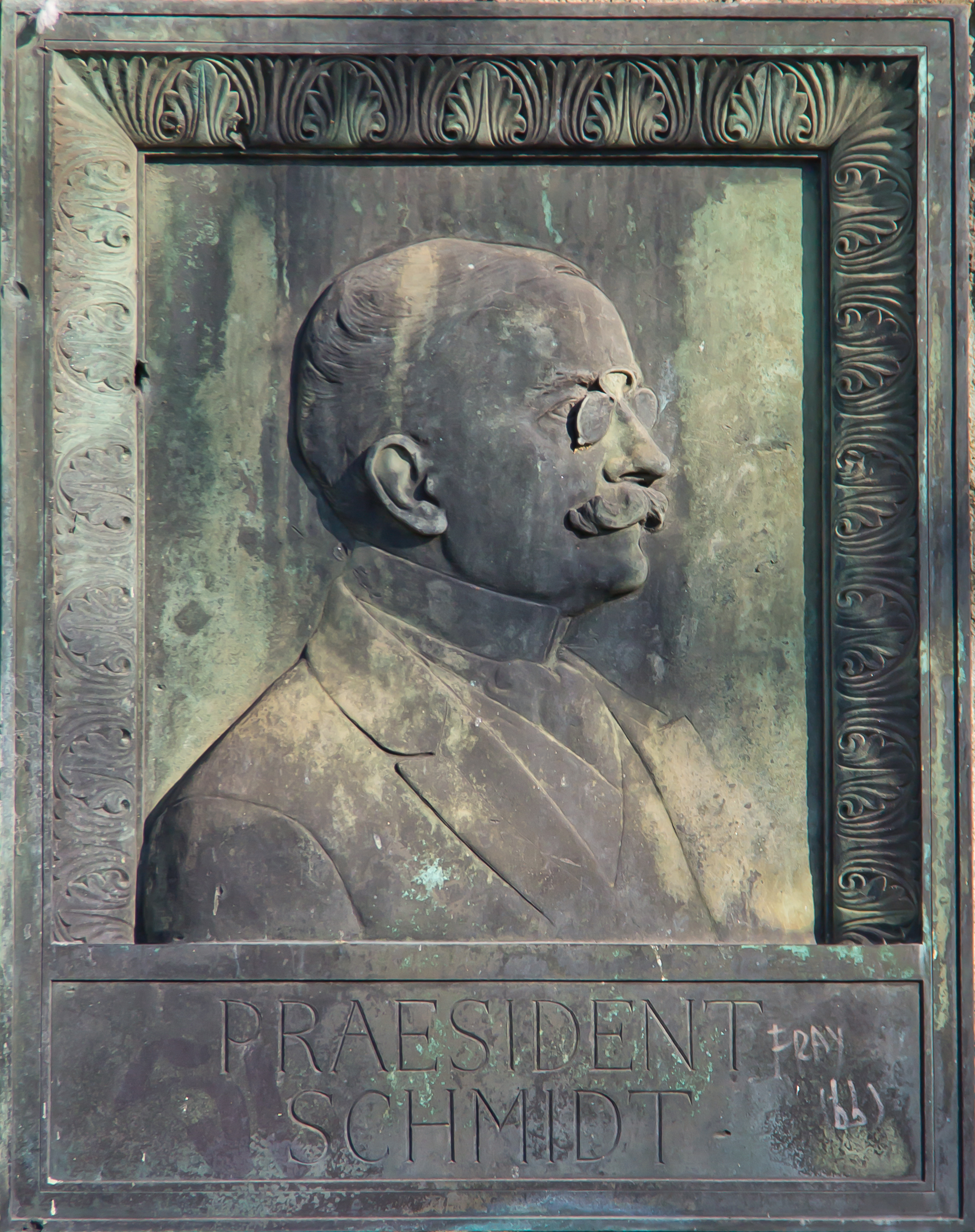
Bronzeplatte an der Kölner Hohenzollernbrücke

Carl Georg Rudolf Max Schmidt (* 1852 in Trebichow, Landkreis Crossen (Oder); † 1913) war von 1910 bis 1912 der dritte Präsident der Reichseisenbahnen in Elsaß-Lothringen (EL).:59

## Leben
Rudolf Schmidt besuchte die Gymnasien in Frankfurt (Oder) und Züllichau Nach dem Abitur studierte er in Berlin Rechtswissenschaft und wurde 1880 Gerichts-Assessor in Danzig.
1881 wechselte er zu den Preußischen Staatseisenbahnen und trat in die Königliche Eisenbahndirektion Danzig ein.:59 Folgend wurde er Mitglied in der Königlichen Eisenbahndirektion Köln und 1893 Chef des Eisenbahnbetriebsamtes Kattowitz.
Nach vier Jahren wurde er 1894 in das preußische Ministerium der öffentlichen Arbeiten, das Eisenbahnministerium des Königreichs Preußen berufen und zugleich zum Geheimen Regierungsrat ernannt.
1906 wurde er Präsident der Eisenbahndirektion Köln, 1910 Präsident der Reichseisenbahnen in Elsaß-Lothringen (EL) in Nachfolge von Michael Wackerzapp und erhielt den Titel eines Wirklichen geheimen Oberregierungsrats. Trotz preußischer Widerstände unterstützte er das Vorhaben des Straßburger Oberbürgermeisters Rudolf Schwander, den Rheinhafen der Stadt auszubauen.:59
1911 wurde er auf Vorschlag des Bundesrates durch den Kaiser zum Abgeordneten der ersten Kammer des Landtags des Reichslandes Elsaß-Lothringen ernannt.
1912 kehrte er als Ministerialdirektor in das Königlich preußische Ministerium der öffentlichen Arbeiten nach Berlin zurück. 1913 verstarb er.:59